# Polydeuces (Mond)
Polydeuces (auch Saturn XXXIV) ist einer der kleineren Monde des Planeten Saturn. Er ist ein Trojaner-Mond, der sich auf der gleichen Umlaufbahn wie der größere Mond Dione bewegt.

## Entdeckung
Die Entdeckung von Polydeuces auf Aufnahmen der Raumsonde Cassini vom 21. Oktober 2004 wurde am 8. November 2004 durch Carolyn Porco und das Cassini Imaging Science Team bekannt gegeben. Polydeuces erhielt zunächst die vorläufige Bezeichnung S/2004 S 5. Im Januar 2005 wurde der Mond dann nach Polydeukes benannt.

## Bahndaten
Polydeuces umkreist Saturn in einem mittleren Abstand von etwa 377.200 km in 2,737 Tagen. Er ist einer von zwei kleinen Monden auf derselben Bahn wie der große Mond Dione. Polydeuces läuft Dione in einem Winkelabstand von 60° im folgenden Lagrangepunkt L5 hinterher. Im führenden Lagrangepunkt L4 läuft der Mond Helene Dione im Winkelabstand von 60° voraus.

## Aufbau und physikalische Daten
Polydeuces hat eine unregelmäßige Form mit Achslängen von 3,0 × 2,4 × 2,0 km.